# Liste der Bodendenkmäler in Veitshöchheim
Auf dieser Seite sind die Bodendenkmäler in der oberfränkischen Gemeinde Veitshöchheim zusammengestellt. Diese Tabelle ist eine Teilliste der Liste der Bodendenkmäler in Bayern. Grundlage ist die Bayerische Denkmalliste, die auf Basis des Bayerischen Denkmalschutzgesetzes vom 1. Oktober 1973 erstmals erstellt wurde und seither durch das Bayerische Landesamt für Denkmalpflege geführt wird. Die folgenden Angaben ersetzen nicht die rechtsverbindliche Auskunft der Denkmalschutzbehörde.

## Bodendenkmäler der Gemeinde Veitshöchheim

### Bodendenkmäler in der Gemarkung Oberdürrbach
| Lage                    | Objekt | Akten-Nr.     | Bild |
| ----------------------- | --- | ------------- | ---- |
| Oberdürrbach (Standort) | Siedlung der jüngeren Latènezeit. | D-6-6125-0071 |      |
| Oberdürrbach (Standort) | Siedlung des Endneolithikums. | D-6-6125-0096 |      |
| Oberdürrbach (Standort) | Archäologische Befunde im Bereich der mittelalterlichen, in der frühen Neuzeit veränderten Katholischen Kapelle St. Markus in Gadheim. | D-6-6125-0128 |      |

### Bodendenkmäler in der Gemarkung Veitshöchheim
| Lage                     | Objekt | Akten-Nr.     | Bild |
| ------------------------ | --- | ------------- | ---- |
| Veitshöchheim (Standort) | Körpergräber der mittleren Bronzezeit. | D-6-6125-0060 |      |
| Veitshöchheim (Standort) | Körpergräber der Urnenfelderzeit. | D-6-6125-0061 |      |
| Veitshöchheim (Standort) | Töpferei des 12./13. Jahrhunderts. | D-6-6125-0063 |      |
| Veitshöchheim (Standort) | Archäologische Befunde im Bereich der frühneuzeitlichen Synagoge mit Mikwe von Veitshöchheim. | D-6-6125-0064 |      |
| Veitshöchheim (Standort) | Archäologische Befunde im Bereich der mittelalterlichen und frühneuzeitlichen Katholischen Pfarrkirche St. Veit von Veitshöchheim mit Körpergräbern im Kircheninneren.                                | D-6-6125-0081 |      |
| Veitshöchheim (Standort) | Siedlung der Linearbandkeramik. | D-6-6125-0097 |      |
| Veitshöchheim (Standort) | Freilandstation des Mittelpaläolithikums. | D-6-6125-0120 |      |
| Veitshöchheim (Standort) | Archäologische Befunde im Bereich der mittelalterlichen, in der frühen Neuzeit veränderten Katholischen Friedhofskapelle St. Martin in Veitshöchheim mit Körperbestattungen im angrenzenden Friedhof. | D-6-6125-0122 |      |
| Veitshöchheim (Standort) | Archäologische Befunde im Bereich des mittelalterlichen und frühneuzeitlichen abgegangenen Reinsteinschen Wasserschlosses in Veitshöchheim.                                                           | D-6-6125-0123 |      |
| Veitshöchheim (Standort) | Archäologische Befunde im Bereich des frühneuzeitlichen ehemalige Fürstbischöflichen Sommerschlosses in Veitshöchheim mit Hofgarten.                                                                  | D-6-6125-0124 |      |
| Veitshöchheim (Standort) | Archäologische Befunde des Mittelalters und der frühen Neuzeit im Bereich der Wüstung Schleehof. | D-6-6125-0125 |      |